# Tufão Soulik (2006)
O tufão Soulik (designação internacional: 0618; designação do JTWC: 21W) foi um ciclone tropical que afetou as Ilhas Marianas do Norte e Iwo Jima, Japão em meados de Outubro de 2006. Soulik foi o vigésimo quinto ciclone tropical, a décima oitava tempestade tropical e o décimo tufão da temporada de tufões no Pacífico de 2006, segundo o JTWC. Segundo a AMJ, Soulik foi o décimo oitavo sistema tropical nomeado e o décimo primeiro tufão da temporada. Soulik formou-se de uma perturbação tropical em 8 de Outubro a leste das Ilhas Marianas e seguiu para noroeste e posteriormente para nordeste sobre o Oceano Pacífico noroeste, afetando as Ilhas Marianas do Norte e Iwo Jima, antes de se tornar um ciclone extratropical em 15 de Outubro.
O sistema tropical causou fortes chuvas sobre as Ilhas Marianas e Iwo Jima, embora não tenha havido relatos de prejuízos nem vítimas nestas ilhas.

## História meteorológica

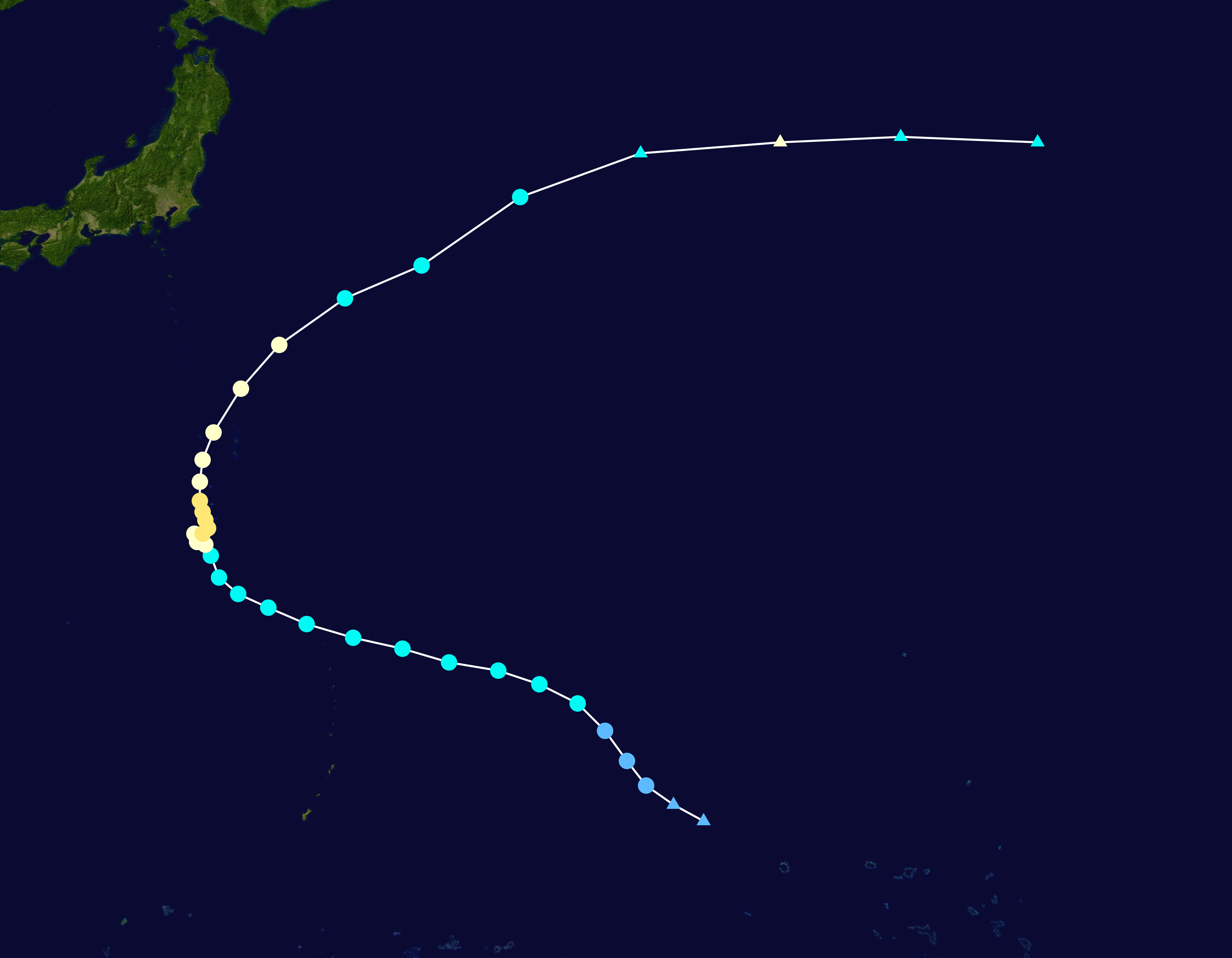
O caminho de Soulik

Uma área de convecção formou-se em 6 de Outubro a cerca de 240 km a norte-noroeste de Kwajalein. Naquele momento, não havia evidência de uma circulação ciclônica de baixos níveis. No entanto, uma circulação ciclônica começou a se formar e a Agência Meteorológica do Japão começou a monitorar o sistema como uma fraca depressão tropical em seus boletins marítimos em 8 de Outubro. O sistema continuou a se consolidar e, mais tarde, o Joint Typhoon Warning Center (JTWC) emitiu um alerta de formação de ciclone tropical (AFCT). Neste momento, o sistema estava localizado a cerca de 575 km a norte-nordeste de Pohnpei. Segundo o JTWC, as condições ambientais eram favoráveis para a formação de um ciclone tropical, com um anticiclone acima do sistema e um cavado troposférico de altos níveis a noroeste do mesmo. Estes fatores, juntamente com ventos de cisalhamento, davam sustentação para bons fluxos externos, que conseqüentemente fortaleciam o sistema. No começo da madrugada de 9 de Outubro, o JTWC emitiu seu primeiro aviso sobre a recém-formada depressão tropical 21W. Neste momento, o sistema localizava-se a cerca de 770 km a leste de Guam. Deslocando-se para noroeste em torno da periferia de uma alta subtropical, o sistema tornou-se uma tempestade tropical, segundo o JTWC, apenas 12 horas depois. Horas depois, a AMJ também classificou o sistema numa tempestade tropical e lhe atribuiu o nome Soulik. O nome foi atribuído pelos Estados Federados da Micronésia  e refere-se a um título de chefia em Pohnpei. Em 10 de Outubro, a AMJ classificou Soulik numa tempestade tropical severa.
Soulik intensificou-se lentamente devido a restrições nos fluxos externos e também por causa dos ventos moderados de cisalhamento. Assim que os ventos máximos sustentados alcançaram 100 km/h, os ventos de cisalhamento aumentaram e a tendência de intensificação do sistema foi cessada. Soulik manteve a mesma intensidade por cerca de 48 horas assim que se movia para noroeste, ao longo da periferia da alta subtropical. A formação de outra alta subtropical mais ao norte e a passagem de um cavado de ondas curtas causaram ao sistema a seguir por uma trajetória mais ao norte. Além dos ventos de cisalhamentos os fluxos externos setentrionais do sistema foi significativamente reduzidos. Mas no entanto, os fluxos externos setentrionais foram restabelecidos e o sistema voltou a se fortalecer, tornando-se um tufão ao meio-dia de 12 de Outubro, segundo JTWC e segundo a AMJ. Mais tarde, Soulik desacelerou seu movimento assim que se posicionou entre duas altas subtropicais. Enquanto isso, o tufão intensificou-se mais e alcançou o seu pico de intensidade, com ventos máximos sustentados de 165 km/h. Movendo-se muito lentamente, Soulik passou a apenas 37 km de Iwo Jima, Japão. Levando em consideração que o raio de ventos máximos de Soulik era de aproximadamente 55 km, Iwo Jima foi atingida com ventos com intensidade de tufão. A aproximação de um cavado de médias latitudes fez acelerar o movimento de Soulik, que começou a seguir para norte-nordeste. Os fortes ventos do oeste que o cavado gerava fez enfraquecer o tufão. A tendência de enfraquecimento tornou-se evidente a partir de 14 de Outubro. Sendo afetado pelos ventos do oeste e também pela inserção de ar seco, Soulik enfraqueceu-se numa tempestade tropical às 15:00 UTC de 15 de Outubro, segundo o JTWC. Apenas seis horas depois, o JTWC emitiu seu último aviso sobre o sistema assim que Soulik começou a se tornar um ciclone extratropical. A AMJ manteve Soulik como um tufão até o começo da madrugada de 16 de Outubro, quando desclassificou o sistema numa tempestade tropical severa. Doze horas depois, a AMJ também emitiu seu último aviso sobre o sistema assim que Soulik tornou-se um ciclone extratropical.
A Agência Meteorológica do Japão (AMJ) continuou a monitorar o ciclone extratropical remanescente de Soulik em seus boletins ultramarinhos até o meio-dia UTC de 17 de Outubro, quando o sistema cruzou a Linha Internacional de Data.

## Preparativos e impactos
Assim que o Joint Typhoon Warning Center (JTWC) emitiu o seu primeiro aviso sobre o sistema no começo da madrugada de 9 de Outubro, o escritório do Serviço Nacional de Meteorologia dos Estados Unidos emitiu um alerta de tempestade tropical para Agrihan, que foi substituído por um aviso de tempestade tropical no dia seguinte. Todos os avisos e alertas foram cancelados em 11 de Outubro. A precipitação acumulada provocada pelas fortes chuvas associadas a Soulik chegou a 205 mm na ilha Pagan.
Dias depois, Soulik afetou Iwo Jima, Japão, apesar de não haver relatos sobre vítimas ou prejuízos na ilha.